# Бергманн, Теодор

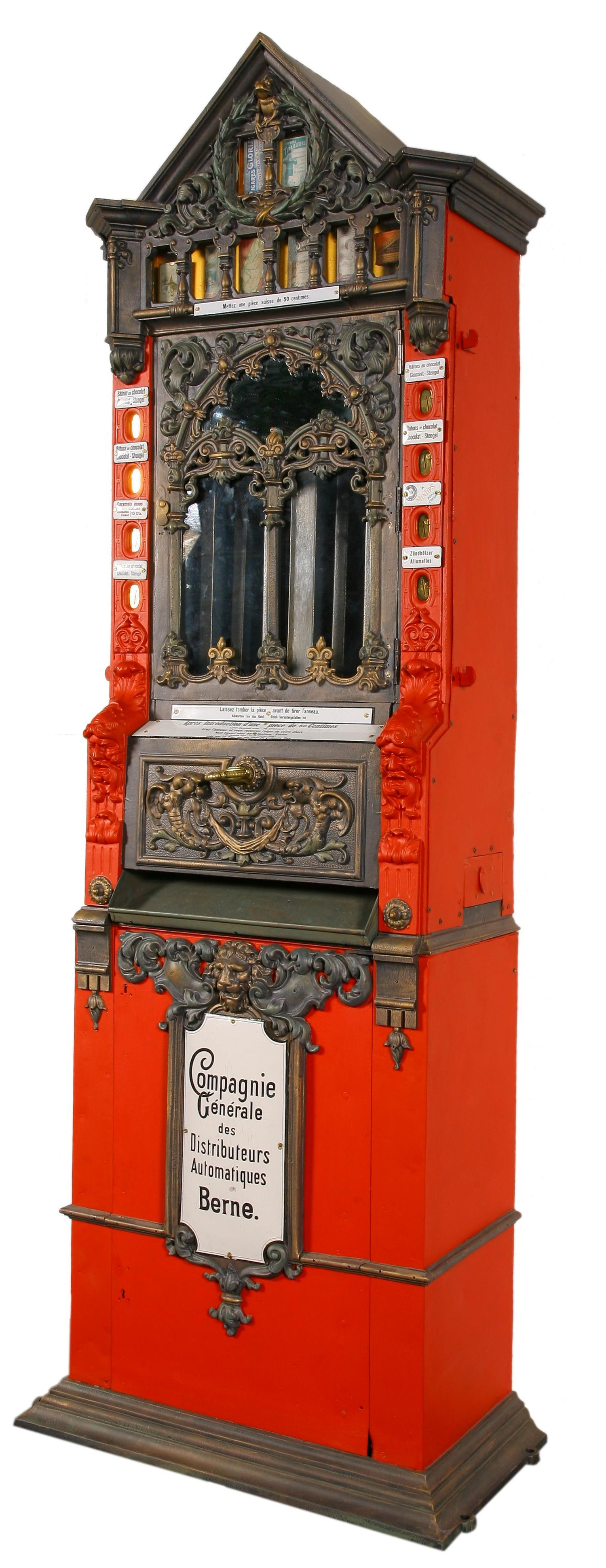
Stollwerck-Automat Merkur von 1889

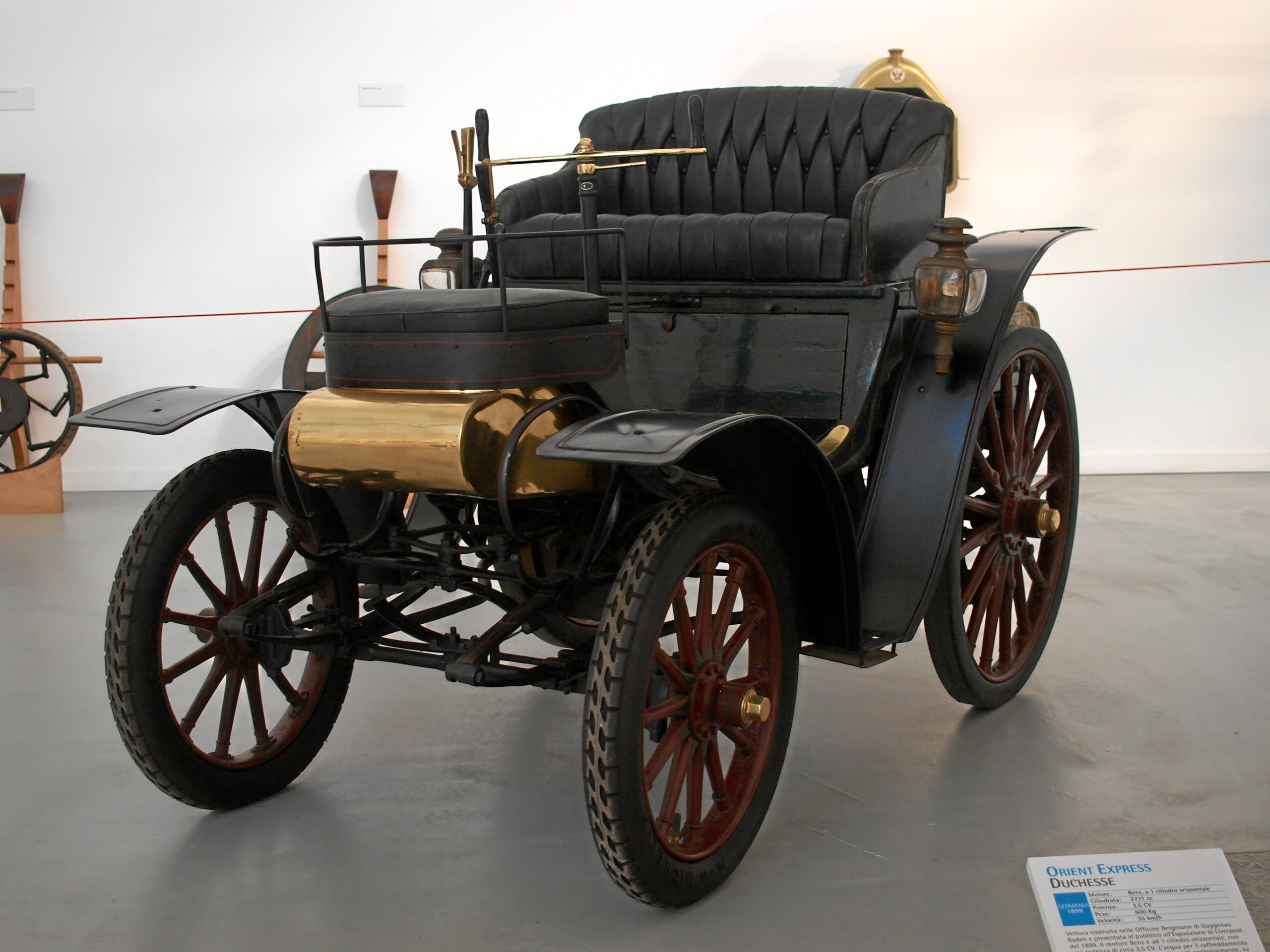
Orient Express von 1899

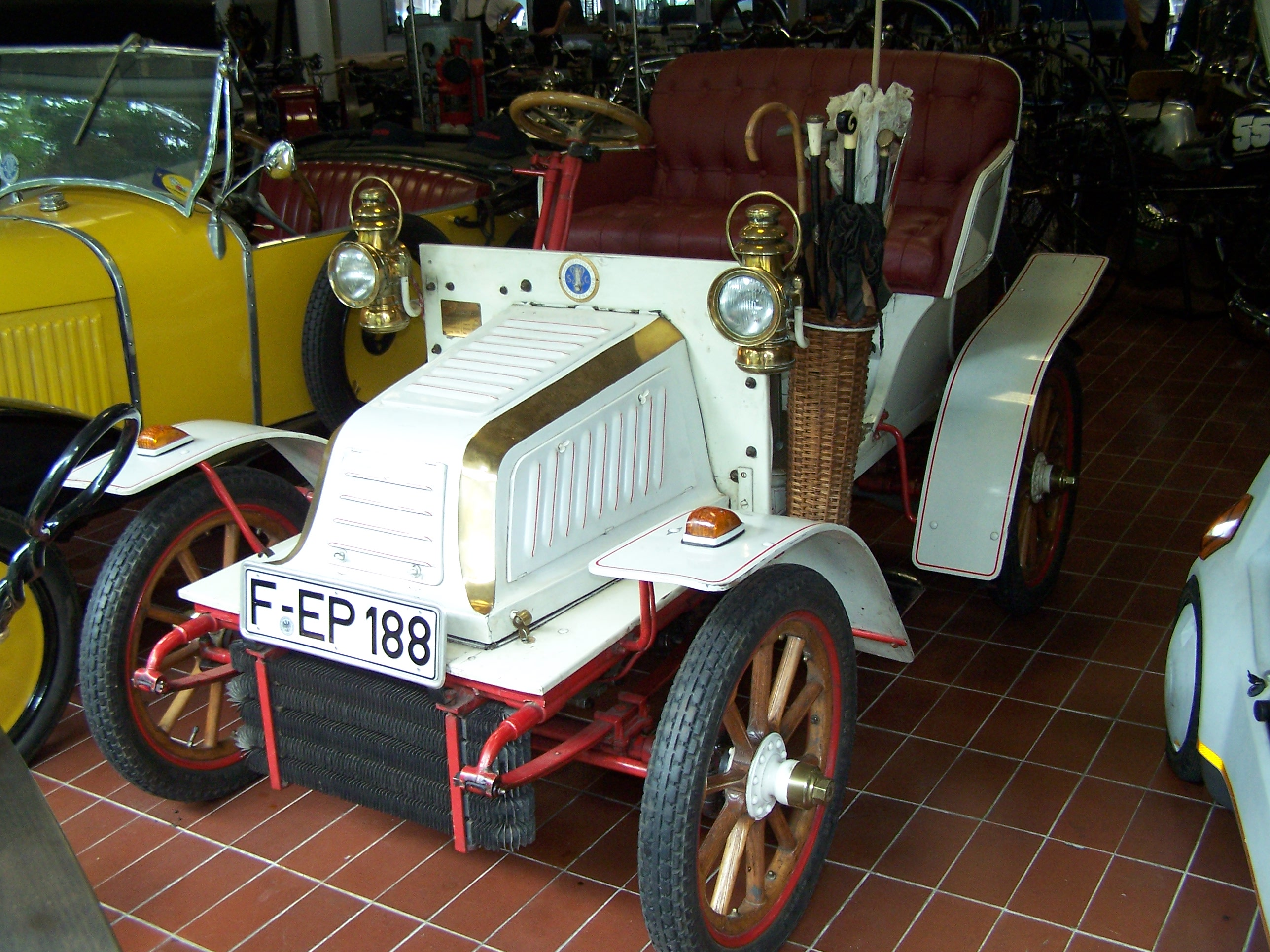
Bergmann-Wagen 1901

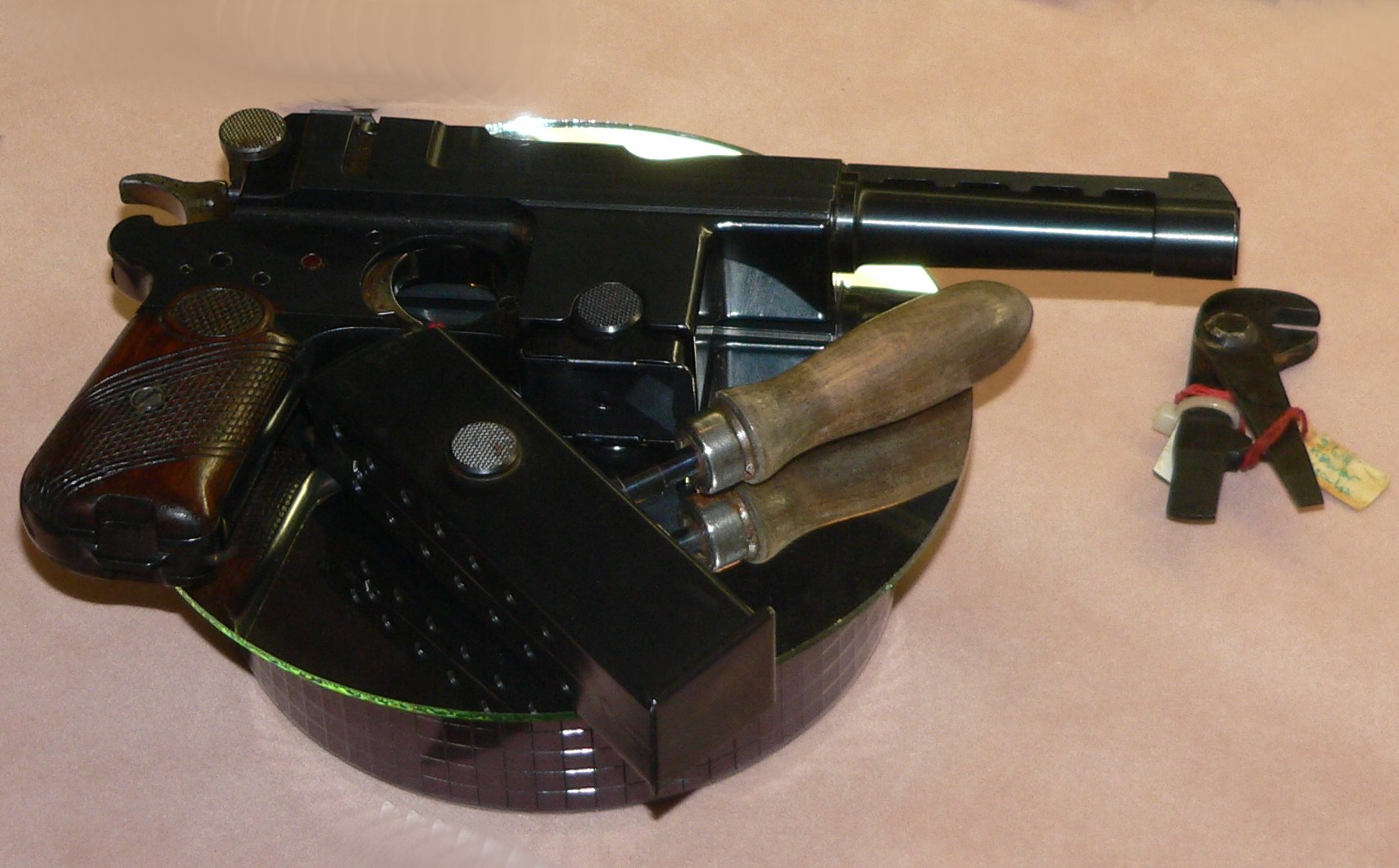
Bergmann 1910/21

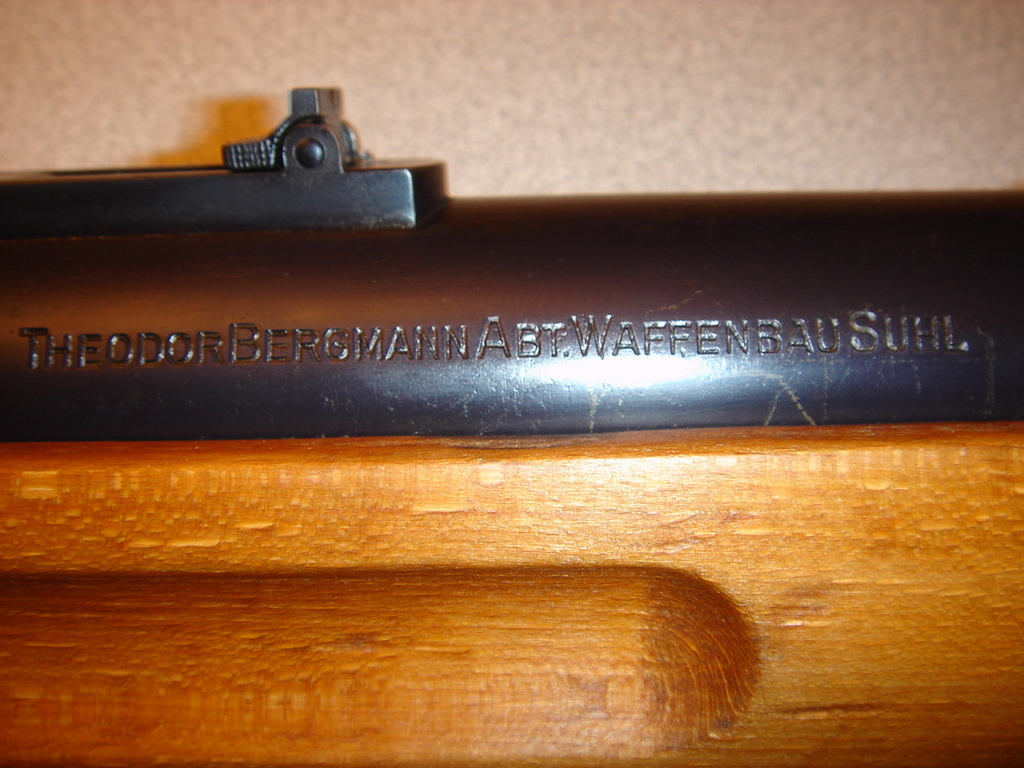
Theodore_Bergmann

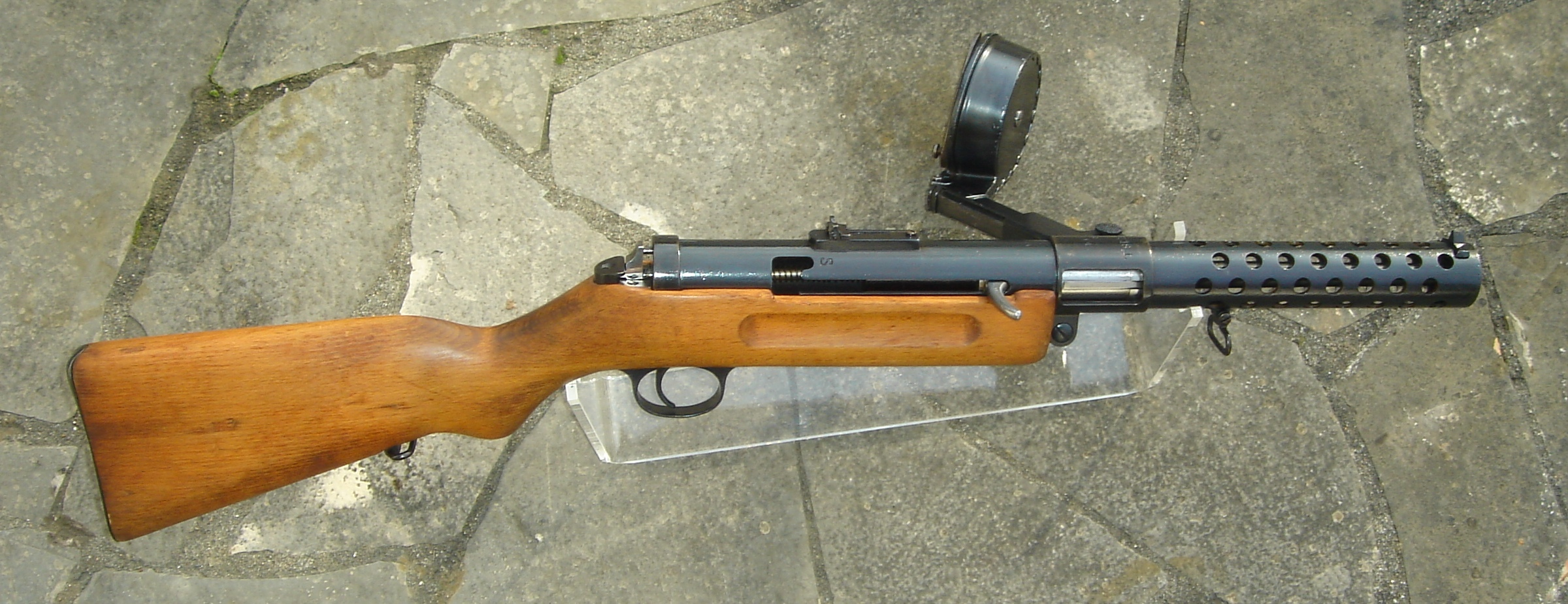
Bergmann MP 18.1

Теодор Бергманн (нем. Theodor Bergmann; 21 мая 1850, Зайлауф, Нижняя Франкония — 23 марта 1931, Гаггенау) – немецкий промышленник и предприниматель, известный разработкой и внедрением в производство различных видов огнестрельного оружия.

## Биография
Родился 21 мая 1850 года в семье трактирщика и пивовара Иоганна Адама Бергманна в общине Зайлауф, район Ашаффенбу́рг, Бавария. После получения начального образования в своей общине окончил ремесленное училище в городе Ашаффенбург.

Первоначально занимался производством бытовой техники дома, печей и торговых автоматов. Известным торговым автоматом была модель Merkur, выпущенная в 1888 году совместно с берлинским изобретателем Максом Сиелаффом для кёльнского производителя шоколада Людвига Стольверка.

Как и многие предприниматели своей эпохи, деятельность Бергманна также была сосредоточена на зарождающемся в то время автомобилестроении и изначально вооружение не было главным направлением его деятельности.  С 1894 года Теодор Бергманн занялся производством автомобилей. Среди известных авто, производившихся компанией Бергманна, были Восточный Экспресс, находившийся в производстве до 1903 года, и Лилипут, выпускавшийся до 1907 года. В 1910 году Бергманн продает свой автомобильный бизнес компании Benz & Cie. и сосредотачивает свою деятельность на производстве оружия.

В компании Бергманна по производству оружия под названием "Bergmann Industriewerke" работали такие известные конструкторы оружия, как Луис Шмайссер и его сын Хуго Шмайссер.
Вначале Бергманн разделил конструкторскую деятельность своей компании на два отдельных направления: разработка оружия для гражданского рынка и оружия для нужд вооруженных сил. Позднее, отдав наработки по гражданскому оружию сторонним производителям для лицензионного производства и дальнейшей доработки, компания Бергманна полностью сконцентрировалась на разработке и производстве оружия военного назначения.